# Smeagolidae
Smeagolidae es un género de pequeñas babosas de mar de la zona intermareal superior, moluscos gasterópodos pulmonados en la superfamilia Otinoidea que respiran aire.
Smeagol es el único género en la familia Smeagolidae. Esta familia no tiene subfamilias (según Taxonomía de Gastropoda (Bouchet & Rocroi, 2005)). 

## Especies
- Smeagol climoi, Tillier & Ponder, 1992
- Smeagol hilaris, Tillier & Ponder, 1992
- Smeagol manneringi, Climo, 1980
- Smeagol parvulus, Tillier & Ponder, 1992
- Smeagol phillipensis, Tillier & Ponder, 1992